# NGC 4859
NGC 4859 is een spiraalvormig sterrenstelsel in het sterrenbeeld Hoofdhaar. Het hemelobject werd op 21 april 1865 ontdekt door de Duits-Deense astronoom Heinrich Louis d'Arrest.

## Synoniemen
- UGC 8097
- MCG 5-31-53
- ZWG 160.71
- PGC 44534